# Криви Пут
Криви Пут је насељено мјесто у саставу града Сења у Личко-сењској жупанији, Република Хрватска.

## Географија
Налази се око 14 км сјевероисточно од Сења.

## Становништво
Насеље је на попису становништва из 2011. године имало 33 становника. Криви Пут је једно од села у којем живе Буњевци.

## Попис1991.
На попису становништва 1991. године, Криви Пут је имао 93 становника, сљедећег националног састава:
| Попис 1991.‍ | Попис 1991.‍ | Попис 1991.‍ | Попис 1991.‍ | Попис 1991.‍ |
| ----------- | ----------- | ----------- | ----------- | ----------- |
|             |             |             |             |             |
| Хрвати      | Хрвати      |             | 87          | 93,55%      |
| остали      | остали      |             | 6           | 6,45%       |
| укупно: 93  |             |             |             |             |